# BOOM BOOM SATURDAY
『BOOM BOOM SATURDAY』（ブン・ブン・サタデー）は、1999年4月から2000年9月までエフエム九州 (CROSS FM) で放送されていたワイド番組である。放送時間は毎週土曜 14:00 - 17:00 （日本標準時）、CROSS FM北九州本社第1スタジオからの生放送。

## ナビゲーター
- 田中リエ - 『CARAMEL PIRATES』以来のCROSS FM復帰となったが、担当期間中に結婚・妊娠し、さらには東京へ移住することになったために半年で降板した。
- 武田直子[1]